# Ing-Britt Stiber
Ing-Britt Gertie Margret Stiber, född 25 juli 1936 i Stiby på Österlen, död 17 juni 2003 i Höllviken, var en svensk operett- och operasångerska. 

## Biografi
Ing-Britt Stiber tog examen som musikpedagog vid Malmö Musikkonservatorium 1956 och började därefter som korist vid Malmö stadsteater. 1961 debuterade hon som sångsolist där i operetten Czardasfurstinnan och blev sedan en av teaterns ledande och publikdragande operett-/musikal- och operasångerskor under drygt tre decennier med stora roller i till exempel Porgy och Bess, Kiss Me, Kate, Hoffmans äventyr, Boccaccio, Can-Can, Gianni Schicchi, Oklahoma!, Läderlappen, Hello, Dolly! och Vita hästen. Ofta spelade hon mot Lars Ekman, och de framträdde också bland annat i TV-underhållning och gjorde skivinspelningar tillsammans.
Efter åren på Stadsteatern spelade Stiber i flera uppsättningar på Nöjesteatern i Malmö och även friluftsteater på  Pildammsteatern. 1999 medverkade hon både i Fars lilla tös med Eva Rydberg på Fredriksdalsteatern i Helsingborg och i Arlövsrevyn. 1979 var hon även med i Sveriges Televisions serie Våning för 4. Från 1961 var hon i många år gift med skådespelaren Arne Strömgren och sammanlevde senare med nöjesjournalisten Tony Kaplan.

## Filmografi
- 1979 - Våning för 4

## Teater

### Roller (ej komplett)
| År   | Roll                            | Produktion                                                                                  | Regi          | Teater              |
| ---- | ------------------------------- | ------------------------------------------------------------------------------------------- | ------------- | ------------------- |
| 1965 | Ermengarde                      | Hello, Dolly! Michael Stewart och Jerry Herman                                              | Folke Abenius | Malmö stadsteater   |
| 1968 | Dorina                          | Galanta intriger George Farquhar, Ernst van Altena, Jack Popplewell och Jurriaan Andriessen | Egon Larsson  | Malmö stadsteater   |
| 1993 |                                 | Pippi Långstrump Astrid Lindgren                                                            | Gordon Marsh  | Nöjesteatern, Malmö |
| 1999 | Överstinnan Matilda Gyllenkrook | Fars lilla tös Franz Arnold och Ernst Bach                                                  | Jan Hertz     | Fredriksdalsteatern |